# Natuurpark Ponga

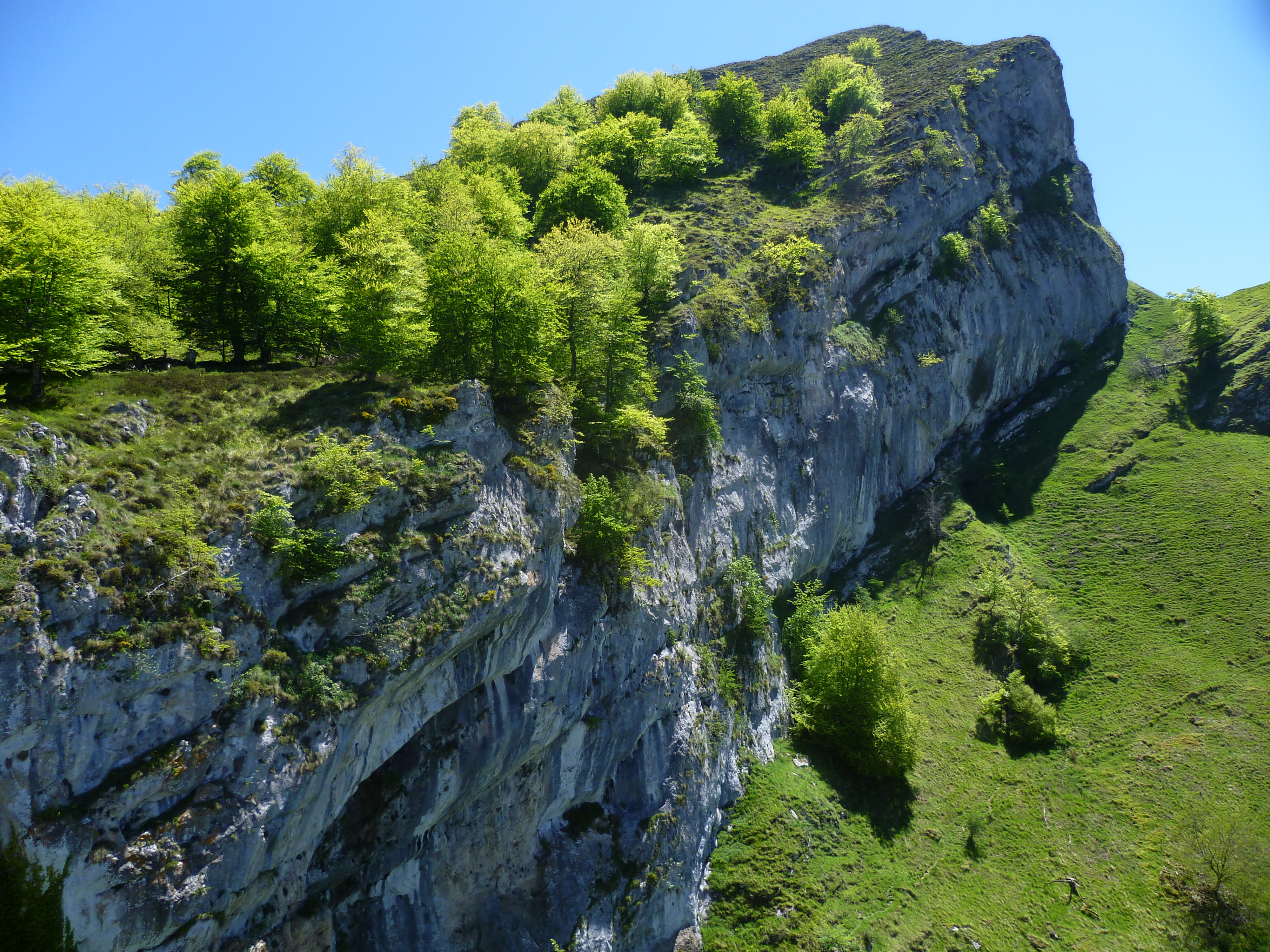

Het Natuurpark Ponga (Spaans/Asturisch: Parque natural de Ponga) is een natuurpark in Asturië in Spanje. Het natuurpark werd opgericht in 2003 en is 20533 hectare groot. Het natuurpark omvat bergen in het Cantabrisch gebergte met beuken- en eikenbossen. In het park komt bruine beer, ree, gems, everzwijn, edelhert voor. Het park is een Unesco-biosfeerreservaat.